# Ster van Van Maanen
De Ster van Van Maanen is een witte dwerg op een afstand van 14,07 lichtjaar van de Zon. Deze witte dwerg heeft een massa gelijk aan 0,6 maal de massa van de zon en een diameter bijna gelijk aan die van de aarde. De dichtheid is enorm: ongeveer 6 ton per cm³. Het is na Sirius B de dichtstbijzijnde witte dwerg. De ouderdom van de ster werd, vanwege zijn relatief lage temperatuur, aanvankelijk geschat op 10 miljard jaar. Later onderzoek liet zien dat de leeftijd ongeveer 4 miljard jaar bedraagt.
De Ster van Van Maanen werd in 1917 ontdekt door de Nederlands-Amerikaanse astronoom Adriaan van Maanen die opnamen van de hemel, gemaakt in Mount Wilson, vergeleek. De ster viel op door zijn hoge eigenbeweging van 2,98" per jaar.
De witte dwerg, die te zwak is om met het blote oog te worden waargenomen, is te vinden in het sterrenbeeld Vissen (Pisces).

## Ecliptica
De Ster van Van Maanen bevindt zich betrekkelijk dicht bij de Ecliptica, hetgeen betekent dat deze witte dwerg, vanaf de Aarde gezien, regelmatig bezoek krijgt van de planeten van het Zonnestelsel, alsook bedekt kan worden door de Maan.